# Zen en de Kunst van het Motoronderhoud
Zen en de Kunst van het Motoronderhoud, een onderzoek naar waarden, oorspronkelijke titel: Zen and the Art of Motorcycle Maintenance (1974) is een boek van de Amerikaanse schrijver en filosoof Robert Pirsig. In deze roman doet hij – in de vorm van een Chautauqua, een voordracht zoals die op het Amerikaanse platteland gebruikelijk was vóór de uitvinding van film en televisie – een onderzoek naar waarden en komt tot de conclusie dat de subject-objectscheiding zoals die in de moderne westerse wereld wordt gehanteerd, ontoereikend is.
Het boek laat zich op een aantal niveaus begrijpen:
- als roadbook (in de traditie van Jack Kerouacs On the Road), waarin een vader, die na een oponthoud in een psychiatrische kliniek en elektroshock-behandeling zijn geheugen heeft verloren, opnieuw kennismaakt met zijn zoon en zijn eigen verleden;
- als een tamelijk doorwrocht filosofisch werk met vele verwijzingen over het conflict tussen het romantisch begrip dat zich met de oppervlakkige verschijningsvorm bezighoudt en het klassiek begrip dat zich richt op de onderliggende vorm van de wereld. Pirsig lost dit conflict op door het introduceren van het ongedefinieerde begrip Kwaliteit.

Deze ideeën werden later in meer detail uitgewerkt in de roman Lila.
De motor van Pirsig, die centraal stond in het boek, is in 2019 geschonken aan het National Museum of American History.